# MG One
La MG One (stilizzato ONE) è un'autovettura prodotta dalla SAIC con marchio inglese Morris Garages dal 2021.

## Profilo e contesto
La MG One è stata presentata ufficialmente il 30 luglio 2021.
La vettura è il primo veicolo costruito sulla nuova piattaforma SIGMA del Gruppo SAIC. Sono disponibili due versioni della One: la versione α che è la variante più sportiva e la versione β come variante più accessoriata, che si differenziano con alcune modifiche stilistiche alla griglia frontale e ai paraurti anteriori e posteriori.
La MG One è equipaggiata con un motore quattro cilindri turbo benzina siglato 15C4E da 1,5 litri con una potenza massima di 178 CV.